# Six (The Black Heart Procession)
Six è un album discografico del gruppo musicale statunitense The Black Heart Procession, pubblicato nel 2009 dalla Temporary Residence Limited.

## Tracce
Testi e musiche di The Black Heart Procession.
1. When You Finish Me – 3:30
2. Wasteland – 4:07
3. Witching Stone – 3:35
4. Rats – 3:57
5. Heaven and Hell – 4:28
6. Drugs – 2:55
7. All My Steps – 4:07
8. Forget My Heart – 4:30
9. Liar's Ink – 5:07
10. Suicide – 3:54
11. Back to the Underground – 4:00
12. Last Chance – 4:14
13. Iri Sulu – 4:30

## Formazione

### Gruppo
- Pall Jenkins
- Tobias Nathaniel

### Altri Musicisti
- Matt Resovich - violino
- Brad Lee - basso e batteria (Liars Ink)
- Mario Rubakcaba - batteria (Suicide)
- Joshua Quon - basso (Suicide)